# Attnang-Puchheim Athletics
Die ASAK Athletics Attnang-Puchheim sind ein österreichischer Baseballverein aus Attnang-Puchheim. Die Athletics gehören als Sektion dem ASKÖ Attnang-Puchheim an. Ihre Heimspiele tragen die Athletics im Athletics Ballpark – Spitzberg – Attnang-Puchheim aus.
Das erste Herrenteam der Athletics spielt seit dem Abstieg aus der Austrian Baseball League im Jahr 2022 in der 2. Baseball-Bundesliga West, das erste Damenteam spielt in der 2. Softball-Bundesliga.

## Geschichte

### 1991–2002: Gründung und der ewige Zweite
Der Verein wurde im Spätsommer 1991 von Yurek Korzeniowski, einem Österreicher, der seine Liebe zum Baseball aus seiner Kindheitsheimat Venezuela mitbrachte, zusammen mit einer Gruppe Freunde gegründet. Das erste Spiel fand bereits am 29. September desselben Jahres auf dem lokalen Fußballplatz statt. Dieses konnten die Athletics gegen die Jumpin’ Chickens aus Wels klar gewinnen. Schon im darauffolgenden Jahr starteten die Athletics mit einer Herren- und einer Jugendmannschaft in den Meisterschaftsbetrieb. Ihr erstes Meisterschaftsspiel gewannen die Athletics gegen die Gramastetten Highlanders mit 30–24. Gespielt wurde weiterhin auf dem lokalen Fußballplatz, was zu ungewöhnlichen Dimensionen des Feldes führte. So lag der Abstand zum rechten Ende des Feldes bei 120 Fuß und der zum linken bei 400 Fuß. Aufgrund dessen und der wegen der Unbespielbarkeit des Platzes für die Fußballer nach der Abnutzung durch das Baseballspiel mussten die Athletics schon in der nächsten Saison auf eine andere Spielfläche ausweichen. Diese fand man im benachbarten Oberthalheim.
Nach einer erfolgreichen Saison 1994 stiegen die Athletics als Landesligameister erstmals in die 2. Baseball-Bundesliga auf. Schnell wurde jedoch klar, dass der aktuelle Spielort den Anforderungen ebenfalls nicht genügte. In den nächsten beiden Jahren gelang den Athletics auf Anhieb der Einzug in die Play-offs. Hier musste man sich jedoch den Salzburg Hornets und den Kufstein Vikings geschlagen geben und sich mit dem Vizemeistertitel begnügen. In der Saison 1996 konnten die Athletics ebenfalls ihren ersten Landesmeistertitel im Oberösterreichcup gewinnen. Währenddessen begannen die Planungen für den Bau eines neuen Spielfeldes am Attnanger Spitzberg. Der erste Spatenstich erfolgte im Herbst 1996.
Das neue Spielfeld wurde durch den Arbeitseinsatz von Teammitgliedern und Freiwilligen pünktlich zur Saison 1997 fertig und mit dem ersten Finkstonball Turnier eingeweiht. In den Jahren 1997 und 1998 spielten die Athletics auf dem neuen Baseballfeld wieder gute Saisons und mussten sich jedoch erneut mit dem zweiten Platz begnügen. Da die Voitsberg Lear Diggers auf den Start in der Aufstiegsrunde zur 1. Bundesliga verzichteten, könnten die Athletics als Nachrücker an dieser teilnehmen. Diese verloren sie allerdings deutlich und belegten den 4. und damit letzten Platz.
Um nun endlich den Aufstieg in die 1. Bundesliga verpflichten die Athletics zwei kanadische Importspieler, welche zusätzlich als Trainer fungierten. Doch auch Mike Burke und Dave Burns konnten den Fluch der zweiten Plätze nicht brechen und führten die Athletics zu ihrem fünften Vizemeistertitel in Folge. Da die Diggers in diesem Jahr erneut auf die Aufstiegsrelegation verzichteten, bekamen die Athletics ihre zweite Chance. In spannenden Spielen konnten sie sich gegen die Wiener Neustadt Diving Ducks und die Stock City Cubs durchsetzen und den Aufstieg in die 1. Bundesliga perfekt machen.
Dieser Erfolg währte aber nur kurz, da die Athletics in der Saison 2000 sowohl sportlich die Klasse nicht halten, als auch die neuen Lizenzrichtlinien der Bundesliga nicht erfüllen konnten und somit den Gang in die Drittklassigkeit antreten mussten. In der nachfolgenden Saison griff erneut der Fluch der Vizemeisterschaft. Da allerdings die St. Peter Wild Boys an den Lizenzauflagen der 2. Bundesliga scheiterten, durften das Team aus Attnang-Puchheim wieder in die zweithöchste Spielklasse aufsteigen, wo man nach einer enttäuschenden Saison 2002 die Klasse knapp halten konnte.

### 2003–2007: Stabilisierung in der Bundesliga
Die Saison 2003 begann furios mit einem 34:1-Sieg gegen Linz. Die Athletics ließen auch den Rest des Jahres nicht locker und sicherten sich mit 23 Siegen und nur einer Niederlage in der regulären Saison sowie fünf Siegen und einer Niederlage in den Play-offs den erneuten Aufstieg in die höchste Spielklasse. Dort erreichte man durch eine solide Saison den vierten Tabellenrang und somit erstmals in der Vereinsgeschichte den Einzug in die Play-offs zur Staatsmeisterschaft. Hier mussten sich die Athletics aber im Halbfinale dem Tabellenersten den Diving Ducks mit 3–0 Spielen geschlagen geben. Auch die Serie um Platz drei verloren die Athletics, sodass im Endklassement nur ein vierter Rang übrig blieb.
2005 durften die Athletics aufgrund des Verzichts der Diving Ducks erstmals internationale Wettbewerbsluft schnuppern. Sie blieben allerdings beim Europacup der Cupsieger in Montpellier mit nur zwei Siegen auf Rang vier. In der 1. Bundesliga spielten die Attnanger hingegen eine starke Saison und beendeten diese auf dem dritten Tabellenplatz. In den Play-offs unterlagen die Athletics erneut im Halbfinale, konnten dieses Mal aber die Serie um Platz drei für sich entscheiden und die erste Medaille der Vereinsgeschichte gewinnen.
Nach einer schwächeren Saison 2006, bei der die Athletics mit dem fünften Tabellenrang die Play-offs verpassten, konnte man in der darauffolgenden Spielzeit an den Erfolg von 2005 anknüpfen und erneut die Bronzemedaille in den Play-offs gewinnen.

### 2008–2021: Erfolge und Staatsmeisterschaften
Für die Saison 2008 verpflichteten mit Mike Schulz einen neuen Cheftrainer, welcher die Athletics nun endgültig auf die Erfolgsspur führen sollte. Schulz nahm diese Aufgabe an. Mit 22–6 Siegen gewannen sie erstmals die reguläre Saison der Bundesliga. Und sweepten im Halbfinale die Schwaz Tigers mit 3–0. In der Finalserie schlugen die Athletics die Kufstein Vikings mit 3–1 und machten sich so zum ersten Staatsmeister aus Oberösterreich. Dieser Erfolg leite die goldenen Jahre der Athletics ein.
In der folgenden Saison setzten die Athletics ihre Dominanz zunächst fort. Mit 20 Siegen und acht Niederlagen zogen sie auf Rang zwei in die Play-offs ein, unterlagen dort im Halbfinale jedoch den Schwaz Tigers mit 3–2. Das kleine Finale gewann die Athletics deutlich gegen die Kufstein Vikings. Auch im Jahr 2010 blieben die Attnanger eines der führenden Teams der Liga. Erneut spielten sie im Halbfinale als Tabellenzweiter gegen den Tabellendritten. Die Vikings konnten auch dieses Mal den Athletics nichts entgegensetzten und verloren die Serie mit 3–0 Spielen. In der Finalserie nahmen die Athletics dann Rache an den Schwaz Tigers und sweepten sich in drei Spielen dominant (8–3, 13–1, 17–1) zum zweiten Staatsmeistertitel.
2011 bekamen die Athletics den Zuschlag, ein Europacupqualifikationsturnier im heimischen Athletics Ballpark am Spitzberg auszutragen. Sie kamen gut in das Turnier und konnten vier der fünf Partien gewinnen, einzig gegen Technika Brno aus Tschechien mussten die Athletics eine Niederlage einstecken. Nach fünf Spielen lagen die sie mit Brno und den Bern Cardinals gleichauf. Lediglich die Rundifferenz verwies die Athletics auf den dritten Rang und ließ sie damit das Finale und den möglichen Einzug in den Europacup verpassen. Auch im nationalen Wettbewerb war den Athletics das Glück nicht hold. So dominierten sie die reguläre Saison mit 24–4 Siegen. Nach dem überstandenen Halbfinale war jedoch im Finale an den Vienna Metrostars kein Vorbeikommen und sie mussten sich erneut mit dem Vizemeistertitel zufriedengeben. Auch die nachfolgende Saison lief zunächst gut an. So erreichten die Athletics hinter dem Vorjahressieger den zweiten Tabellenrang der regulären Saison. Im Halbfinale unterlagen sie die Diving Ducks mit 3–1 Spielen. Aufgrund der Niederlage der Metrostars erreichten die Athletics am Ende nur Rang vier.
Die Jahre 2013–2015 waren Zeiten des Umbruchs und der Umstrukturierung in der Attnanger Mannschaft. Nach dem Karriereende einiger Leistungsträgern sowie Verletzungspech verpassten die Athletics in allen drei Saisons die Play-offs zur Staatsmeisterschaft und mussten in den mittleren Play-offs um den Verbleib in der 1. Bundesliga spielen. Diese Aufgabe meisterten sie souverän. Aufgrund der negativen Ergebnisse der letzten Jahre gingen die Athletics als Underdog in die anschließende Bundesligasaison. Mit guten Ergebnissen schafften sie es zu einer ausgeglichenen regulären Saison mit 12 Siegen und acht Niederlagen. Dieses Ergebnis reichte 2016 für den ersten Tabellenplatz, was in der Halbfinalserie mit den viertplatzierten Stock City Cubs die vermeidlich leichteste Aufgabe darstellte. In der Best-of-Seven Serie lagen die Cubs schnell mit 3–0 Spielen vorne und stellten die Athletics vor eine fast unlösbare Aufgabe. Mit dem Rücken zur Wand gewannen sie ein Spiel nach dem anderen und retteten sich so ins entscheidende Spiel 7, welches die Athletics vor heimischem Publikum für sich entscheiden konnte. Sie waren damit die erste Mannschaft in der 1. Baseball-Bundesliga, welche einen 3–0 Rückstand erfolgreich wiederaufholen konnte. Das durch die Aufholjagd ausgelöste Hoch nahmen die Athletics mit in die Finalserie, wo sie die Diving Ducks in sechs Spielen besiegten und sich zum dritten Mal zum Staatsmeister krönten.
2017 gingen die Athletics mit einem zum Vorjahr nahezu unveränderten Team als Favorit in neue Saison. Obwohl das Team beim Federations Cup, für den sich die Athletics aufgrund der Meisterschaft qualifizierten, nur Fünfter wurde, wurden sie ihrer Favoritenrolle in der heimischen Liga gerecht und gewannen die reguläre Saison mit 22 Siegen bei vier Niederlagen. In der Halbfinalserie sweepten die Athletics die Stock City Cubs, bevor sie sich in der Finalserie in einem harten Kampf mit 4–3 Spielen gegen die Vienna Wanderers durchsetzen und so die vierte Staatsmeisterschaft der Vereinshistorie gewinnen konnten. Der Hattrick blieb in der folgenden Saison aus. Zwar konnten sich die Athletics für die Play-offs qualifizieren, scheiterten aber im Viertelfinale an den Diving Ducks. 2019 verpassten die Athletics die Play-offs als Tabellendritter der Westdivision nur aufgrund des schlechteren Tie-Breaks. Sie konnten die Serie um Platz 7 gegen die Feldkirch Cardinals jedoch mit 3–0 für sich entscheiden.
In den Jahren 2020 und 2021 zogen die Athletics wieder als jeweils Zweiter der West-Division in die Play-offs ein, scheiterten aber in beiden Jahren im Halbfinale am Sieger der Ost-Division.

### Seit 2022: Rückzug und neue Philosophie
2022 sind die Athletics als Tabellenfünfter in die Play-offs eingezogen, schieden allerdings schon im Viertelfinale aus. Nach der Saison trafen die Attnanger die Entscheidung, die Mannschaft aus der Baseball-Bundesliga zurückzuziehen und in der Saison 2023 in der 2. Liga anzutreten. Dies begründeten sie mit Abgängen sowie einem zu jungen Spielerkader, der den Strapazen noch nicht gewachsen ist. Außerdem wolle man die frei werdenden Ressourcen lieber in den Nachwuchs und die Infrastruktur stecken, als in die Akquise neuer Spieler. Das junge Team kam in der Saison 2023 wunderbar in der zweiten Liga zurecht und wurde Meister. In der darauffolgenden Saison reichte es in den Play-offs der 2. Liga für Rang zwei.

## Ballpark
Auf dem Gelände des jetzigen Athletics-Ballparks wurde 1997 das erste Mal Baseball gespielt. Dabei handelte es sich noch um ein einfaches Baseballfeld. Mit der Zeit wurde der Ballpark durch Vereinsmitglieder und ehrenamtliche Helfer immer weiter ausgebaut. Im Jahr 2006 begann die erste große Renovierung und Erweiterung der Anlage. Zunächst begannen die Athletics im Sommer mit dem Neubau des Baseballfeldes und der Dugouts, welches sich bis ins Jahr 2007. Im Februar 2008 wurde mit dem Bau eines neuen Klubhauses und einer neuen Tribüne begonnen. Während die Tribüne schon für die Saison 2008 einsatzbereit war, dauerte der Innenausbau des Clubhauses noch bis in den April 2009. Mit dessen Fertigstellung war der letzte Bauabschnitt des neuen Baseballstadions abgeschlossen. Das neue Stadion wurde mit der Eröffnung als Stützpunkt des europäischen Baseballverbandes für Österreich ausgewählt.
Im Jahr 2012 kam ein zweites Feld für Softball- und Jugendbaseballbetrieb hinzu. Im Baseballstadion wurde im Bereich des Centerfields eine Tikibar eingerichtet und gleichzeitig die Anlage auch durch Batting Cages und ein Bullpen erweitert.
Den nächsten und bisher letzten Ausbau erhielt der Ballpark im Jahr 2021. Um die Tauglichkeit für internationale Wettbewerbe zu gewährleisten, wurde sowohl das Base- als auch das Softballfeld mit einer LED-Flutlichtanlage ausgerüstet sowie der Zuschauerbereich neu gestaltet. Außerdem wurden zusätzlich neue Trainingsstationen geschaffen. Die Athletics wurden dabei durch die Stadt Attnang-Puchheim, dem Land Oberösterreich und dem ASKÖ-Dachverband finanziell unterstützt.
|             | Feld 1 – Baseball | Feld 2 – Softball |
| ----------- | ----------------- | ----------------- |
| Backstop    | 18 m              | 10 m              |
| Leftfield   | 89 m              | 90 m              |
| Centerfield | 113 m             | 90 m              |
| Rightfield  | 100 m             | 70 m              |

## Finkstonball
Finkstonball ist ein viertägiges Baseball & Softball Musikfestival, welches die Athletics jährlich zu Pfingsten veranstalten. Der Name Finkstonball entstand aus einem Rechtschreibfehler des ersten internationalen Importspielers der Athletics, dem Kanadier David Burns, welcher den christlichen Feiertag in einer E-Mail als „Finkston“ bezeichnete.
Das Turnier begann 1997 als reines Baseballturnier und Einweihungsfeier für den neuen Ballpark, zu dem befreundete Vereine aus den Nachbarländern eingeladen wurden. Es entwickelte sich jedoch schnell darüber hinaus und nun treten auch Mannschaften aus aller Welt, wie zum Beispiel aus Kroatien, den USA oder Kanada bei dem Turnier an. Seit Beginn des Finkstonballfestivals haben insgesamt 110 Teams aus 24 verschiedenen Ländern an dem Turnier teilgenommen.
2015 wurde Softball erstmals mit in das Festival aufgenommen und seit dem Jahr 2023 sind gleich viele Mannschaften für Base- und Softball vertreten.
Auch um das Sportevent herum entwickelte sich das Programm immer weiter. Bei Nachteinbruch gleicht das Areal einem Musikfestival, so sorgen lokale Bands und internationale Künstler bis spät in die Nacht für Tanz und Heiterkeit.